# Edward Edwards
Edward Edwards (...) è un attore statunitense.

## Filmografia

### Cinema
- RoboCop, regia di Paul Verhoeven (1987)
- Istinti criminali (Gang Related), regia di Jim Kouf (1997)
- Gli adoratori del male (Children of the Corn V: Fields of Terror), regia di Ethan Wiley (1998)
- Noriega, prediletto da Dio o mostro (God's Favorite), regia di Roger Spottiswoode (2000)
- Duplex - Un appartamento per tre (Duplex), regia di Danny DeVito (2003)
- Last Vegas, regia di Jon Turteltaub (2013)

### Televisione
- L'incredibile Hulk (The Incredible Hulk) – serie TV, 1 episodio (1980)
- Violazione del codice morale (Money on the Side), regia di Robert L. Collins – film TV (1982)
- Casa Keaton (Family Ties) – serie TV, 2 episodi (1983-1986)
- L.A. Law - Avvocati a Los Angeles (L.A. Law) – serie TV, 1 episodio (1980)
- Matlock – serie TV, 1 episodio (1990)
- Un gioco pericoloso (Doublecrossed), regia di Roger Young – film TV (1991)
- Willy, il principe di Bel-Air (The Fresh Prince of Bel-Air) – serie TV, 1 episodio (1991)
- La famiglia Brock (Picket Fences) – serie TV, 1 episodio (1995)
- Dark Skies - Oscure presenze (Dark Skies) – serie TV, 1 episodio (1996)
- Chicago Hope – serie TV, 1 episodio (1997)
- Un detective in corsia (Diagnosis: Murder) – serie TV, 1 episodio (1997)
- Buffy l'ammazzavampiri (Buffy the Vampire Slayer) – serie TV, 1 episodio (1998)
- CSI - Scena del crimine (CSI: Crime Scene Investigation) – serie TV, 1 episodio (2002)
- Detective Monk (Monk) – serie TV, 1 episodio (2003)
- Frasier – serie TV, 1 episodio (2003)
- JAG - Avvocati in divisa (JAG) – serie TV, 2 episodi (1999-2004)
- Giudice Amy (Judging Amy) – serie TV, 1 episodio (2003)
- NYPD - New York Police Department (NYPD Blue) – serie TV, 1 episodio (2004)
- Desperate Housewives – serie TV, 2 episodio (2004-2005)
- Boston Legal – serie TV, 1 episodio (2005)
- Dr. House - Medical Division (House, M.D.) – serie TV, episodio 3x01-3x02 (2006)
- Senza traccia (Without a Trace) – serie TV, 2 episodi (2005-2006)

## Doppiatori italiani
Nelle versioni in italiano delle opere in cui ha recitato, Edward Edwards è stato doppiato da:
- Gianni Marzocchi in Casa Keaton
- Claudio Fattoretto in RoboCop
- Saverio Indrio in Desperate Housewives (ep. 1x07)
- Roberto Stocchi in Desperate Housewives (ep. 1x22)
- Sergio Lucchetti in Last Vegas
- Saverio Moriones in NCIS - Unità anticrimine
- Paolo Marchese in CSI: Miami
- Edoardo Nordio in Una donna alla Casa Bianca